# 八分寮福德宮
25°00′40″N 121°38′30″E / 25.011183°N 121.641722°E
八分寮福德宮，是位於臺灣新北市石碇區隆盛里八分寮靜安路一段路中央的土地祠，在石碇高中與和平國小的山坡下。

## 歷史沿革
八分寮福德宮興建於臺灣清治時期，為地方信仰中心。廟位在為106線道路、隆盛里的安全島上，鄰近豐林社區。該處為木柵往石碇、雙溪口、菁桐坑的公車路徑，站牌名為「八分寮」。過去，此廟附近有可從艋舺沿景美溪開到石碇的楓子林碼頭。旁為景美溪的楓林橋，過橋就是豐林社區。1970年代，村民集資新台幣二百萬元重修廟宇。農曆九月初一舉行宮慶，晚在廟前辦平安餐。
在106縣道的北碇公路開闢時，廟與一旁的老樹面臨拆除，村民遂發起護廟、護樹運動。該樹被譽為「楓王」，粗可四、五人環抱，枝椏硬突，是被推薦的賞楓景點。总统嚴家淦巡視後，裁示讓樹與廟俱存。1982年左右，施工單位考量當時到石碇的交通量並不大，就把「楓王」保留，經時任行政院長孫運璿批示保留。政府為樹建起高約三公尺、超大型的安全島，廟也因此成了安全島上的建物，其特殊的造型被當作是石碇的一個地標，但也是交通瓶頸。1988年夏，該棵楓香左枝幹被雷擊倒，接著1990年夏颱風將把主幹吹倒，並壓到旁邊高壓電，石碇遂此停電兩天。
因樹已倒塌死亡，保留此安全島的理由不再存在，上面安全島的該廟有人視為不合法，地方上對於再次拓寬的意見不像過去一致。此外1994年，有車撞上縣道106號（臺北市木柵路五段）路中的風動石聖公廟，造成一位深坑調解委員會委員死亡，三人重傷。石碇鄉公所在1999年開始計畫拆除八分寮福德宮所在的安全島，於2000年2月完成新臺幣兩百萬元的發包作業。同年5月交通部公路局發函給石碇鄉公所同意補助拆除經費。鄉公所則計畫拆除後，建立一座大型的鄉界牌樓。鄉長魏良道認為這廟其實是老樹枯死後才建的，並說有持續與居民溝通，甚至擲筊獲得土地神同意遷建。但廟周邊的信仰民眾卻稱，有這座安全島及福德宮，會讓106線幹道更加平安，不認同鄉公所危害行車安全的說法。同年12月14日，石碇鄉民代表會臨時會，通過一百五十萬元的墊付款案，這是因為公路局補助的兩百萬元經費年底到期，若沒有發生權責關係將被中央收回。
2001年6月5日，公路單位和石碇鄉公所先拆除安全島上可通往和平國小的天橋，次日上午後續作業時遭到約50名隆盛村民激烈抗爭。其中，村民黃奕當躺在怪手前阻止施工，並以原子筆頂住脖子以死相逼。新店警分局石碇分駐所長趙國安趨前阻止，但黃奕當仍堅持除非警力撤退、鄉公所保證不再拆除才肯罷手。於是石碇鄉公所建設課與魏良道連繫，經後者同意暫緩拆除，人群才散去。
對此僵局，《聯合晚報》的社論還寫乾脆鄉公所與護廟的民眾，一起到福德宮擲筊，讓神明自己作決定。後廟宇位置稍遷移10公尺。

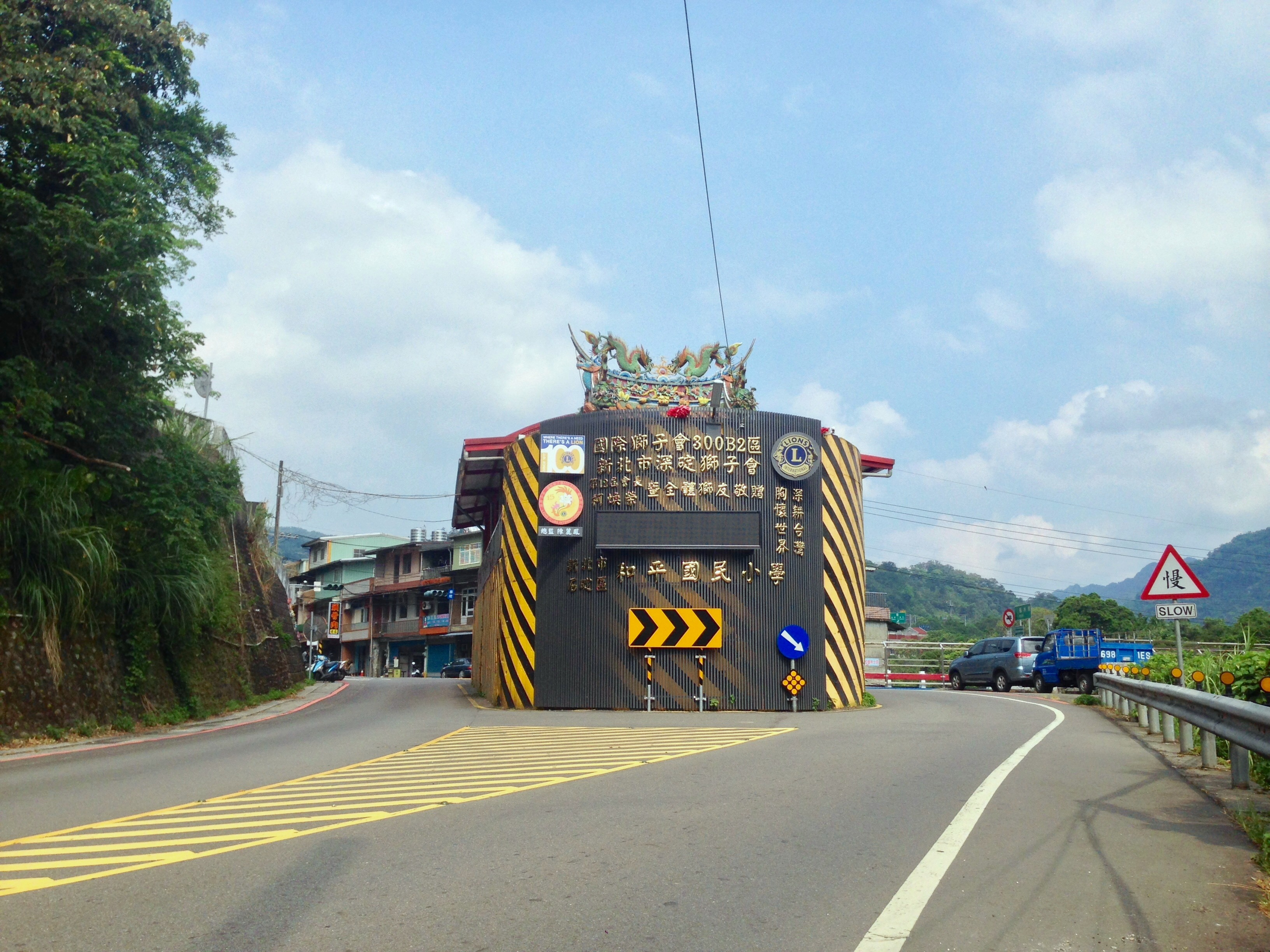
從往石碇方向的角度拍廟。
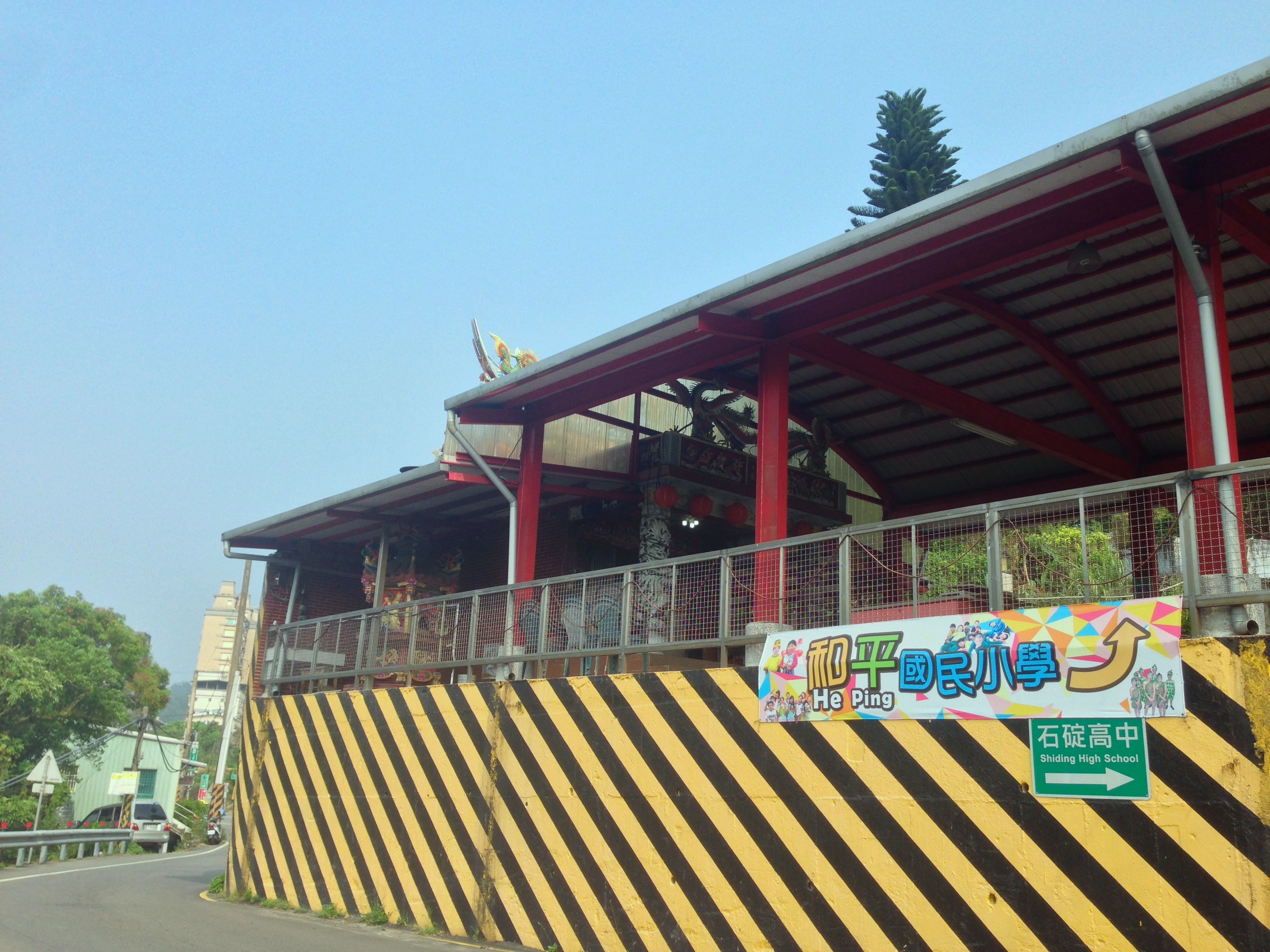
廟位在106線46K處[3]。此線在石碇屬於靜安路一段[9]。
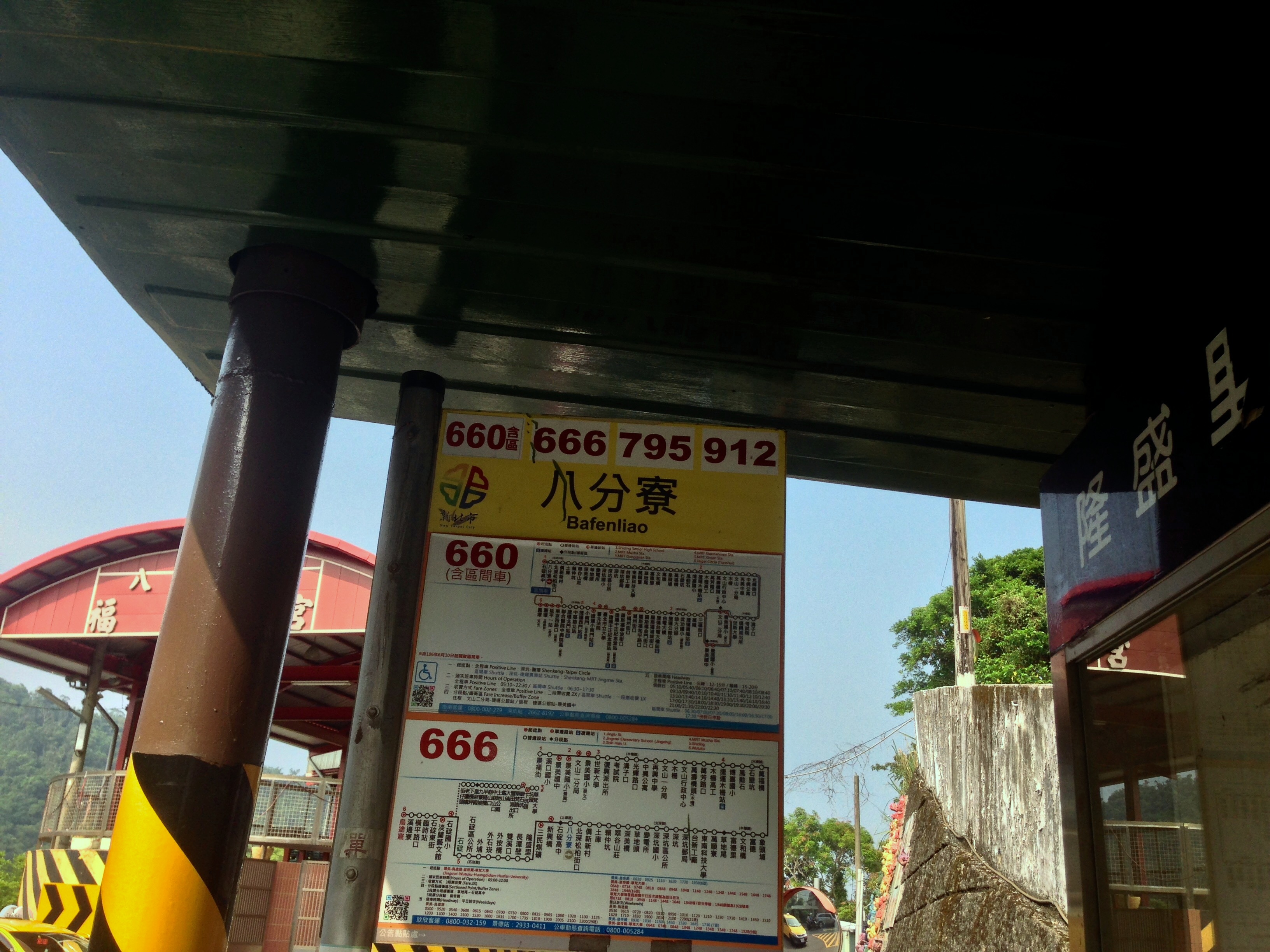
公車660、666會經過八分寮福德宮與木柵風動石。